# 少しづつ 少しづつ
「少しづつ 少しづつ」（すこしづつ すこしづつ）は2020年2月10日にGIZA studioより発売されたSARD UNDERGROUNDの1枚目のシングル。通常盤はGZCA-7177、名探偵コナン盤はGZCA-7176、初回限定盤はGZCA-7175。

## 内容
2019年にZARDのトリビュートバンドとしてカバー・アルバム『ZARD tribute』でデビューしたSARD UNDERGROUND初のオリジナル曲であり、発売日の2月10日はZARDのデビュー日と同じである。
表題曲は読売テレビ制作・日本テレビ系テレビアニメ『名探偵コナン』エンディングテーマとして2020年1月4日から同年7月25日まで使用されている。歌詞は、坂井泉水が生前執筆していて、未公開となっていたものが使用された。
初回限定盤と通常盤にはカップリング曲としてカバーされている「Good-bye My Loneliness」のジャケットをイメージしたアートワークが、名探偵コナン盤にはかつてオープニングテーマであった「運命のルーレット廻して」の裏ジャケットに封入されていたカードを基にしたアートワークが使われている。
名探偵コナン盤にはカップリング曲として「愛は暗闇の中で」が収録されている。
MVの撮影に使われた場所はビーイング創業者でプロデューサーの長戸大幸氏が所有する芦屋市六麓荘町の自宅ゲストハウスで行われた。

## 収録内容
| 全作詞: 坂井泉水、全編曲: 鶴澤夢人、長戸大幸。 |                                        |           |          |      |
| #                                              | タイトル                               | 作詞      | 作曲     | 時間 |
| 1.                                             | 「少しづつ 少しづつ」                  | 坂井泉水  | 大野愛果 | 5:16 |
| 2.                                             | 「Good-bye My Loneliness」             | 坂井泉水  | 織田哲郎 | 4:40 |
| 3.                                             | 「少しづつ 少しづつ (off vocal)」      | 坂井泉水  |          | 5:15 |
| 4.                                             | 「Good-bye My Loneliness (off vocal)」 | 坂井泉水  |          | 4:39 |
| 合計時間:                                      | 合計時間:                              | 合計時間: | 19:50    |      |

| 全作詞: 坂井泉水、全編曲: 鶴澤夢人、長戸大幸。 |                                 |           |            |      |
| #                                              | タイトル                        | 作詞      | 作曲       | 時間 |
| 1.                                             | 「少しづつ 少しづつ」           | 坂井泉水  | 大野愛果   | 5:16 |
| 2.                                             | 「愛は暗闇の中で」              | 坂井泉水  | 栗林誠一郎 | 4:37 |
| 3.                                             | 「少しづつ 少しづつ (TV size)」 | 坂井泉水  | 大野愛果   | 1:23 |
| 合計時間:                                      | 合計時間:                       | 合計時間: | 11:16      |      |

| DVD（初回限定盤） |                                     |      |            |      |
| #                 | タイトル                            | 作詞 | 作曲・編曲 | 監督 |
| 1.                | 「少しづつ 少しづつ」(Music Video)  |      |            |      |
| 2.                | 「Making of 「少しづつ 少しづつ」」 |      |            |      |

## タイアップ
少しづつ 少しづつ
- 日本テレビ･読売テレビ系アニメ『名探偵コナン』エンディングテーマ（2020年1月4日～7月25日）

Good-bye My Loneliness
- Amazon Prime Video オリジナルドラマ『湘南純愛組!』 第3話挿入歌

## 収録アルバム
少しづつ 少しづつ
- THE BEST OF DETECTIVE CONAN 6 〜名探偵コナン テーマ曲集6〜（TV size）[15][16]。

愛は暗闇の中で
- ZARD tribute